# Acrotylus aberrans
Acrotylus aberrans är en insektsart som beskrevs av Bruner, L. 1910. Acrotylus aberrans ingår i släktet Acrotylus och familjen gräshoppor. Inga underarter finns listade i Catalogue of Life.